# Trichostrongylidae
Die Trichostrongylidae (von altgriechisch trix ‚Haar‘ und strongylos ‚rund‘; eingedeutscht Trichostrongyliden) sind eine Familie der Fadenwürmer, die als Magen-Darm-Parasiten bei Wirbeltieren (mit Ausnahme von Fischen) auftreten. Sie sind monoxen, der Entwicklungszyklus verläuft also ohne Einbeziehung von Zwischenwirten. Tiermedizinisch sind sie vor allem als Parasiten bei den Hauswiederkäuern (Hausrind, Hausschaf, Hausziege) weltweit von wirtschaftlich großer Bedeutung. Trichostrongylus orientalis, Trichostrongylus colubriformis und Trichostrongylus axei können auch den Menschen befallen.

## Merkmale
Trichostrongyliden sind mit einer Länge von bis zu 4 cm relativ klein und dünn. Die Mundhöhle ist entweder gut entwickelt oder zu einem Ring reduziert. Ein Kopfbläschen fehlt. Ein Oberflächenmuster der Kutikula (Synlophe) fehlt oder ist gering ausgebildet. Die Bursa copulatrix ist vom Typ 1-4 oder Typ 1-3-1, die Enden der zweiten und dritten Rippe weichen weit auseinander. Die Weibchen haben einen paarigen Uterus und einen komplex aufgebauten Ovijektor. Der Schwanz ist stachellos.

## Systematik
Zu den Trichostrongyliden gehören 1626 Arten, die in 257 Gattungen in folgenden drei Unterfamilien eingruppiert werden:
- Trichostrongylinae Leiper, 1908
- Heligmosominae  Travassos, 1914
- Molineinae Skryabin & Shultz, 1937